# Jim Carey
Jim Carey (* 31. Mai 1974 in Dorchester, Massachusetts) ist ein ehemaliger US-amerikanischer Eishockeytorwart, der während seiner Karriere zwischen 1995 und 1999 für die Washington Capitals, Boston Bruins und St. Louis Blues in der National Hockey League spielte.

## Karriere
Jim Carey wurde von den Washington Capitals im NHL Entry Draft 1992 in der zweiten Runde gezogen (insgesamt auf Platz 32) und wurde damals schon mit dem jungen Tom Barrasso verglichen, der schon mit 19 Jahren als bester Goalie der Saison ausgezeichnet wurde. Die folgenden zwei Jahre spielte er für die Wisconsin Badgers, die Universitätsmannschaft der University of Wisconsin, in der WCHA, bevor er zu Beginn der Saison 1994/95 in die NHL nach Washington kam und bereits in seinem ersten Jahr beeindrucken konnte. Obwohl er gerade mal 20 Jahre alt war, wurde er die Nummer 1 im Team und am Ende der Spielzeit für die Vezina Trophy, die an den herausragenden Goalie der NHL-Saison verliehen wird, nominiert und kam in der Abstimmung auf Platz 3. Und noch viele weitere Ehrungen kamen hinzu. So landete er bei der Abstimmung für die Calder Memorial Trophy, die der beste Rookie erhält, auf Platz 2. Die Presse überschlug sich, denn ein neuer Star war geboren.
Die Saison 1995/96 sollte mindestens genauso erfolgreich werden, wie seine erste. Carey spielte herausragend. Absolvierte insgesamt 71 Spiele und schaffte 9 Shutouts. Der Lohn: Er wurde wenige Wochen nach seinem 22. Geburtstag zum herausragenden Goalie der NHL-Saison gekürt und erhielt die Vezina Trophy. Allerdings lief es in den Play-offs nicht ganz so glatt und er wurde kurzzeitig von Olaf Kölzig aus dem Tor verdrängt. Trotzdem war er der Jungstar der Capitals.
Nicht ganz so rund lief es in der folgenden Saison 1996/97. Zwar lieferte er eine solide Leistung ab, aber es fehlte die Power der ersten zwei Jahre. Am 1. März 1997 wurde er in einem großen Transfergeschäft zu den Boston Bruins transferiert, wo er sich bis zum Saisonende nicht von seiner Krise erholen konnte. Ganz im Gegenteil, er stürzte noch tiefer in das Leistungsloch. Carey konnte nicht verstehen, warum er von Washington nach Boston transferiert wurde, zweifelte an sich selbst und hatte dadurch psychische Probleme. Außerdem fiel die Presse über ihn her und kritisierte Careys Leistung massiv.
Zu Beginn der Saison 1997/98 verpflichteten die Boston Bruins mit Byron Dafoe einen neuen Torhüter, der Jim Carey als Nummer 1 verdrängte, was ihn weiter ins psychische Tief stürzte. Die Folge war, dass er nur 10 Spiele in der NHL absolvierte und auch nicht zum Einsatz kam als die Boston Bruins in der ersten Playoff-Runde auf Careys ehemaliges Team aus Washington traf. In der folgenden Saison 1998/99 absolvierte er überhaupt kein Spiel mehr für die Boston Bruins. Er spielte in der Zeit für das Farmteam in der zweitklassigen AHL eine gute Saison, ehe er am 1. März 1999 von den Boston Bruins entlassen wurde. Er bekam in derselben Saison noch einen Vertrag bei den St. Louis Blues, für die er vier Mal aufs Eis ging. Doch der Vertrag wurde nach Saisonende nicht verlängert.
St. Louis war die letzte Station in seiner Karriere, denn Jim Carey unterschrieb seit dem keinen Vertrag mehr bei einem Eishockey-Team. Zum einen, weil er keine Lust mehr hatte noch länger in diesem Geschäft zu bleiben und zum anderen, da kein Team ihn als Nummer 1 verpflichten wollte. So beendete er, der bereits mit 22 Jahren der beste Torhüter der Liga war und als eines der größten Talente galt, 1999 im Alter von 25 Jahren seine Karriere. Carey hat nie öffentlich über sein Karriereende gesprochen, sondern ist still und leise aus dem Eishockey-Geschäft verschwunden.

## Erfolge und Auszeichnungen
- 1995 AHL All-Star Classic
- 1995 NHL-Spieler des Monats März
- 1995 NHL-Rookie des Monats März
- 1995 Dudley „Red“ Garrett Memorial Award
- 1995 Aldege „Baz“ Bastien Memorial Award
- 1995 AHL First All-Star Team
- 1995 NHL All-Rookie Team
- 1996 NHL-Spieler des Monats März
- 1996 Vezina Trophy
- 1996 NHL First All-Star Team
- 1999 AHL All-Star Classic

### International
- 1996 Goldmedaille beim World Cup of Hockey

## Karrierestatistik
(Legende zur Torhüterstatistik: GP oder Sp = Spiele insgesamt; W oder S = Siege; L oder N = Niederlagen; T oder U oder OT = Unentschieden oder Overtime- bzw. Shootout-Niederlage; Min. = Minuten; SOG oder SaT = Schüsse aufs Tor; GA oder GT = Gegentore; SO = Shutouts; GAA oder GTS = Gegentorschnitt; Sv% oder SVS% = Fangquote; EN = Empty Net Goal; 1 Play-downs/Relegation; Kursiv: Statistik nicht vollständig)